# Став (Слупецький повіт)
Став (пол. Staw) — село в Польщі, у гміні Стшалково Слупецького повіту Великопольського воєводства.
Населення — 364 особи (2011).
У 1975-1998 роках село належало до Конінського воєводства.

## Демографія
Демографічна структура станом на 31 березня 2011 року:
|          | Загалом | Допрацездатний вік | Працездатний вік | Постпрацездатний вік |
| -------- | ------- | ------------------ | ---------------- | -------------------- |
| Чоловіки | 189     | 39                 | 129              | 21                   |
| Жінки    | 175     | 29                 | 96               | 50                   |
| Разом    | 364     | 68                 | 225              | 71                   |